# Coronel Pacheco
Coronel Pacheco là một đô thị thuộc bang Minas Gerais, Brasil. Đô thị này có diện tích 130,287 km², dân số năm 2007 là 2457 người, mật độ 20,3 người/km².